# Art advisor
L'art advisor (in italiano consulente artistico) è una figura professionale che ha prevalentemente il compito di orientare i propri clienti nell'acquisto e/o investimento in opere d'arte, indicando quando e cosa vendere e comprare, secondo le proposte di mercato, attraverso un'attività di ricerca e analisi del mercato dell'arte.
Il consulente artistico deve pertanto possedere sia le competenze di un critico e storico dell'arte, sia quelle di un vero e proprio analista finanziario.
Tale figura esiste, in realtà, da quando esiste il mercato dell'arte, almeno per quanto riguarda la capacità di considerare un'opera d'arte non solo dal punto di vista estetico ma anche di rivalutazione del valore nel tempo; solo di recente, però, ha acquisito un'identità professionale delineata e strettamente legata al mondo finanziario. In tal senso, il consulente artistico aggiorna il cliente sugli investimenti valutando le opere di maggior interesse in base alle banche dati disponibili, lo assiste nella compravendita e lo rappresenta nelle aste.
L'approccio all'arte come investimento è un'idea che all'estero è maturata già da diversi anni: il prototipo nasce negli Stati Uniti nel 1979, e la Deutsche Bank ha messo insieme dal 1979 circa 50 000 opere d'arte moderna offrendo consulenza, seguita poi da Citigroup Private Banking che offre questo servizio da oltre 20 anni grazie al proprio art advisory department situato a New York. Ma anche altri istituti bancari offrono lo stesso servizio da almeno 10 anni. In Italia, invece, sta maturando solo adesso la consapevolezza che l'arte può offrire proventi superiori a qualsiasi altra speculazione esistente sul mercato con una crescita stabile e che, essendo un mercato non ancora sfruttato nelle sue potenzialità, è destinato ad una sicura crescita.
A maggio del 2006 è nata Ass.I.Art (Associazione Italiana per l'Art Advisory).